# Gaertnera sralensis
Gaertnera sralensis är en måreväxtart som först beskrevs av Jean Baptiste Louis Pierre och Charles-Joseph Marie Pitard, och fick sitt nu gällande namn av Kerr. Gaertnera sralensis ingår i släktet Gaertnera och familjen måreväxter. Inga underarter finns listade i Catalogue of Life.